# Кыргызстан на летних Олимпийских играх 2008
Кыргызстан принимал участие в Летних Олимпийских играх 2008 года в Пекине (Китай) в четвёртый раз за свою историю. Спортсмены Кыргызстана завоевали в Пекине 1 серебряную и 2 бронзовые награды. Сборную страны представлял 21 спортсмен, в том числе 4 женщины. Знаменосец делегации — дзюдоист Талант Джанагулов.

## Награды
См. статистику с официального сайта.